# Sarbanissa kuangtungensis
Sarbanissa kuangtungensis är en fjärilsart som beskrevs av Clayton Dissinger Mell 1936. Sarbanissa kuangtungensis ingår i släktet Sarbanissa och familjen nattflyn. Inga underarter finns listade.